# Herb Łowicza
Herb Łowicza – jeden z symboli miasta Łowicz w postaci herbu.

## Wygląd i symbolika
Herb przedstawia na błękitnym polu dwa pelikany srebrne, o złotych łapach i dziobach, zwrócone do siebie grzbietami. Między nimi znajduje się zielone Drzewo Życia.
Herb Łowicza został w latach 90. XX w. zdegradowany do tzw. herbu małego. Herb wielki miasta Łowicza umieszczony jest w kartuszu podtrzymywanym przez dwa anioły. Na dole widnieje łacińska dewiza Patriae Commodis Serviens (pol. Być Ojczyźnie pożytecznym). Kartusz zwieńczony jest mitrą książęcą.